# Andrea Jublin

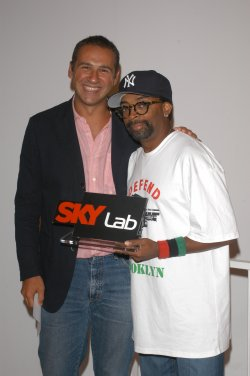
Andrea Jublin (links) mit Spike Lee

Andrea Jublin (* 19. November 1970 in Turin) ist ein italienischer Filmregisseur.

## Leben
Andrea Jublin studierte Politikwissenschaft. Anschließend lernte er Theaterspielen an der Schule in Genua und trat dort auch als Schauspieler auf. Er ging anschließend nach Amerika, wo er an der University of California, Los Angeles Film studierte. Anschließend belegte er einen Drehbuchkurs bei der Rai – Radiotelevisione Italiana in Rom.
Andrea Jublin drehte 2002 das Filmdrama Ginestra. 2007 folgte der Kurzfilm Die Vertretung. Auf dem Aspen Shortsfest erhielt der Film 2007 den Preis der Jury für die beste Filmkomödie und gewann auf dem Filmfest Dresden 2007 den Goldenen Reiter. Er wurde außerdem 2008 für einen Oscar in der Kategorie Bester Kurzfilm nominiert.
Als Schauspieler war er 2010 in Die Einsamkeit der Primzahlen zu sehen.
2015 erschien sein Film Banana.
Andrea Jublin unterrichtet an der Scuola Holden in Turin Regie und Drehbuch.

## Filmografie
- 2002: Ginestra
- 2007: Die Vertretung (Il supplente)
- 2015: Banana
- 2022: Ich trau mich 100-mal (Per lanciarsi dalle stelle)